# Första omgången av Copa Libertadores 2014
Första omgången av Copa Libertadores 2014 spelas mellan den 28 januari och 6 februari 2014. Tolv fotbollslag deltar i denna omgång där man spelar i cupformat; två lag möts i respektive lag hemarena där det ackumulerade slutresultatet efter två matcher avgör vem som kvalificerar sig till andra omgången av Copa Libertadores 2014.

## Matchresultat
| Första omgången – 12 deltagande klubblag | Första omgången – 12 deltagande klubblag | Första omgången – 12 deltagande klubblag | Första omgången – 12 deltagande klubblag | Första omgången – 12 deltagande klubblag |
| ---------------------------------------- | ---------------------------------------- | ---------------------------------------- | ---------------------------------------- | ---------------------------------------- |
| Lag 1                                    | Totalt                                   | Lag 2                                    | Möte 1                                   | Möte 2                                   |
| Sporting Cristal                         | 3–3 (4–5 str.)                           | Atlético Paranaense                      | 2–1                                      | 1–2                                      |
| Deportivo Quito                          | 1–4                                      | Botafogo                                 | 1–0                                      | 0–4                                      |
| Universidad de Chile                     | 4–2                                      | Guaraní                                  | 1–0                                      | 3–2                                      |
| Caracas                                  | 0–3                                      | Lanús                                    | 0–2                                      | 0–1                                      |
| Monarcas Morelia                         | 00002–2 (BM)                             | Santa Fe                                 | 2–1                                      | 0–1                                      |
| Oriente Petrolero                        | 1–2                                      | Nacional                                 | 1–0                                      | 0–2                                      |

### Sporting Cristal mot Atlético Paranaense
| G1.1            | 29 januari      | Sporting Cristal             | 2 – 1           | Atlético Paranaense | Estadio Nacional del Perú                               |                                                         |
| 19:00 UTC−05:00 | 19:00 UTC−05:00 | Ávila 29′ Lobatón 61′ (str.) | (1 – 0) Rapport | Éderson 54′ (str.)  | Lima, Peru Publik: 23 752 Domare: Enrique Osses (Chile) | Lima, Peru Publik: 23 752 Domare: Enrique Osses (Chile) |
| 19:00 UTC−05:00 | 19:00 UTC−05:00 |                              |                 |                     | Lima, Peru Publik: 23 752 Domare: Enrique Osses (Chile) | Lima, Peru Publik: 23 752 Domare: Enrique Osses (Chile) |
| 19:00 UTC−05:00 | 19:00 UTC−05:00 |                              |                 |                     | Lima, Peru Publik: 23 752 Domare: Enrique Osses (Chile) | Lima, Peru Publik: 23 752 Domare: Enrique Osses (Chile) |

| G1.2            | 5 februari      | Atlético Paranaense                                   | 2 – 1                      | Sporting Cristal                                         | Estádio Vila Capanema                                                        |                                                                              |
| 22:00 UTC−02:00 | 22:00 UTC−02:00 | Manoel 61′ Éderson 90+7′ (str.)                       | (0 – 0)                    | Ávila 63′                                                | Curitiba, Brasilien Publik: 9 156 Domare: Antonio Arias Alvarenga (Paraguay) | Curitiba, Brasilien Publik: 9 156 Domare: Antonio Arias Alvarenga (Paraguay) |
| 22:00 UTC−02:00 | 22:00 UTC−02:00 |                                                       |                            |                                                          | Curitiba, Brasilien Publik: 9 156 Domare: Antonio Arias Alvarenga (Paraguay) | Curitiba, Brasilien Publik: 9 156 Domare: Antonio Arias Alvarenga (Paraguay) |
| 22:00 UTC−02:00 | 22:00 UTC−02:00 | Éderson Deivid Mérida Nathan Natanael Mosquito Manoel | Straffsparksläggning 5 – 4 | Lobatón Cazulo Advíncula Delgado Calcaterra Núñez Aquino | Curitiba, Brasilien Publik: 9 156 Domare: Antonio Arias Alvarenga (Paraguay) | Curitiba, Brasilien Publik: 9 156 Domare: Antonio Arias Alvarenga (Paraguay) |

### Deportivo Quito mot Botafogo
| G2.1            | 29 januari      | Deportivo Quito | 1 – 0           | Botafogo | Estadio Olímpico Atahualpa                                    |                                                               |
| 19:00 UTC−05:00 | 19:00 UTC−05:00 | Estupiñán 18′   | (1 – 0) Rapport |          | Quito, Ecuador Publik: 4 123 Domare: Wilmar Roldán (Colombia) | Quito, Ecuador Publik: 4 123 Domare: Wilmar Roldán (Colombia) |
| 19:00 UTC−05:00 | 19:00 UTC−05:00 |                 |                 |          | Quito, Ecuador Publik: 4 123 Domare: Wilmar Roldán (Colombia) | Quito, Ecuador Publik: 4 123 Domare: Wilmar Roldán (Colombia) |
| 19:00 UTC−05:00 | 19:00 UTC−05:00 |                 |                 |          | Quito, Ecuador Publik: 4 123 Domare: Wilmar Roldán (Colombia) | Quito, Ecuador Publik: 4 123 Domare: Wilmar Roldán (Colombia) |

| G2.2            | 5 februari      | Botafogo                            | 4 – 0   | Deportivo Quito | Maracanã                                                                   |                                                                            |
| 22:00 UTC−02:00 | 22:00 UTC−02:00 | Wallyson 36′, 66′, 79′ Henrique 90′ | (1 – 0) |                 | Rio de Janeiro, Brasilien Publik: 45 154 Domare: Silvio Trucco (Argentina) | Rio de Janeiro, Brasilien Publik: 45 154 Domare: Silvio Trucco (Argentina) |
| 22:00 UTC−02:00 | 22:00 UTC−02:00 |                                     |         |                 | Rio de Janeiro, Brasilien Publik: 45 154 Domare: Silvio Trucco (Argentina) | Rio de Janeiro, Brasilien Publik: 45 154 Domare: Silvio Trucco (Argentina) |
| 22:00 UTC−02:00 | 22:00 UTC−02:00 |                                     |         |                 | Rio de Janeiro, Brasilien Publik: 45 154 Domare: Silvio Trucco (Argentina) | Rio de Janeiro, Brasilien Publik: 45 154 Domare: Silvio Trucco (Argentina) |

### Universidad de Chile mot Guaraní
| G3.1            | 30 januari      | Universidad de Chile | 1 – 0           | Guaraní | Estadio Nacional de Chile                                       |                                                                 |
| 20:00 UTC−03:00 | 20:00 UTC−03:00 | Mora 63′             | (0 – 0) Rapport |         | Santiago, Chile Publik: 34 569 Domare: Martín Vázquez (Uruguay) | Santiago, Chile Publik: 34 569 Domare: Martín Vázquez (Uruguay) |
| 20:00 UTC−03:00 | 20:00 UTC−03:00 |                      |                 |         | Santiago, Chile Publik: 34 569 Domare: Martín Vázquez (Uruguay) | Santiago, Chile Publik: 34 569 Domare: Martín Vázquez (Uruguay) |
| 20:00 UTC−03:00 | 20:00 UTC−03:00 |                      |                 |         | Santiago, Chile Publik: 34 569 Domare: Martín Vázquez (Uruguay) | Santiago, Chile Publik: 34 569 Domare: Martín Vázquez (Uruguay) |

| G3.2            | 5 februari      | Guaraní                      | 2 – 3   | Universidad de Chile                  | Estadio Rogelio Livieres                                        |                                                                 |
| 19:30 UTC−03:00 | 19:30 UTC−03:00 | F. Fernández 39′ Benítez 64′ | (1 – 0) | R. Fernández 52′ Díaz 74′ Rubio 90+1′ | Asunción, Paraguay Publik: 4 410 Domare: Pablo Díaz (Argentina) | Asunción, Paraguay Publik: 4 410 Domare: Pablo Díaz (Argentina) |
| 19:30 UTC−03:00 | 19:30 UTC−03:00 |                              |         |                                       | Asunción, Paraguay Publik: 4 410 Domare: Pablo Díaz (Argentina) | Asunción, Paraguay Publik: 4 410 Domare: Pablo Díaz (Argentina) |
| 19:30 UTC−03:00 | 19:30 UTC−03:00 |                              |         |                                       | Asunción, Paraguay Publik: 4 410 Domare: Pablo Díaz (Argentina) | Asunción, Paraguay Publik: 4 410 Domare: Pablo Díaz (Argentina) |

### Caracas mot Lanús
| G4.1            | 30 januari      | Caracas | 0 – 2           | Lanús                 | Estadio Olímpico UCV                                                  |                                                                       |
| 20:45 UTC−04:30 | 20:45 UTC−04:30 |         | (0 – 1) Rapport | Goltz 18′, 86′ (str.) | Caracas, Venezuela Publik: 12 602 Domare: Víctor Hugo Carrillo (Peru) | Caracas, Venezuela Publik: 12 602 Domare: Víctor Hugo Carrillo (Peru) |
| 20:45 UTC−04:30 | 20:45 UTC−04:30 |         |                 |                       | Caracas, Venezuela Publik: 12 602 Domare: Víctor Hugo Carrillo (Peru) | Caracas, Venezuela Publik: 12 602 Domare: Víctor Hugo Carrillo (Peru) |
| 20:45 UTC−04:30 | 20:45 UTC−04:30 |         |                 |                       | Caracas, Venezuela Publik: 12 602 Domare: Víctor Hugo Carrillo (Peru) | Caracas, Venezuela Publik: 12 602 Domare: Víctor Hugo Carrillo (Peru) |

| G4.2            | 6 februari      | Lanús | 1 – 0   | Caracas | La Fortaleza                                                     |                                                                  |
| 22:00 UTC−03:00 | 22:00 UTC−03:00 | Ayala | (0 – 0) |         | Lanús, Argentina Publik: 19 789 Domare: Sandro Ricci (Brasilien) | Lanús, Argentina Publik: 19 789 Domare: Sandro Ricci (Brasilien) |
| 22:00 UTC−03:00 | 22:00 UTC−03:00 |       |         |         | Lanús, Argentina Publik: 19 789 Domare: Sandro Ricci (Brasilien) | Lanús, Argentina Publik: 19 789 Domare: Sandro Ricci (Brasilien) |
| 22:00 UTC−03:00 | 22:00 UTC−03:00 |       |         |         | Lanús, Argentina Publik: 19 789 Domare: Sandro Ricci (Brasilien) | Lanús, Argentina Publik: 19 789 Domare: Sandro Ricci (Brasilien) |

### Monarcas Morelia mot Santa Fe
| G5.1            | 28 januari      | Monarcas Morelia          | 2 – 1           | Santa Fe  | Estadio Morelos                                              |                                                              |
| 19:15 UTC−06:00 | 19:15 UTC−06:00 | Mancilla 27′ Zamorano 66′ | (1 – 0) Rapport | Pérez 85′ | Morelia, Mexiko Publik: 24 031 Domare: Juan Soto (Venezuela) | Morelia, Mexiko Publik: 24 031 Domare: Juan Soto (Venezuela) |
| 19:15 UTC−06:00 | 19:15 UTC−06:00 |                           |                 |           | Morelia, Mexiko Publik: 24 031 Domare: Juan Soto (Venezuela) | Morelia, Mexiko Publik: 24 031 Domare: Juan Soto (Venezuela) |
| 19:15 UTC−06:00 | 19:15 UTC−06:00 |                           |                 |           | Morelia, Mexiko Publik: 24 031 Domare: Juan Soto (Venezuela) | Morelia, Mexiko Publik: 24 031 Domare: Juan Soto (Venezuela) |

| G5.2            | 4 februari      | Santa Fe         | 1 – 0           | Monarcas Morelia | Estadio El Campín                                             |                                                               |
| 20:30 UTC−05:00 | 20:30 UTC−05:00 | De la Cuesta 58′ | (0 – 0) Rapport |                  | Bogotá, Colombia Publik: 27 566 Domare: Raúl Orosco (Bolivia) | Bogotá, Colombia Publik: 27 566 Domare: Raúl Orosco (Bolivia) |
| 20:30 UTC−05:00 | 20:30 UTC−05:00 |                  |                 |                  | Bogotá, Colombia Publik: 27 566 Domare: Raúl Orosco (Bolivia) | Bogotá, Colombia Publik: 27 566 Domare: Raúl Orosco (Bolivia) |
| 20:30 UTC−05:00 | 20:30 UTC−05:00 |                  |                 |                  | Bogotá, Colombia Publik: 27 566 Domare: Raúl Orosco (Bolivia) | Bogotá, Colombia Publik: 27 566 Domare: Raúl Orosco (Bolivia) |

### Oriente Petrolero mot Nacional
| G6.1            | 28 januari      | Oriente Petrolero | 1 – 0           | Nacional | Estadio Tahuichi                                                                   |                                                                                    |
| 19:00 UTC−04:00 | 19:00 UTC−04:00 | Mojica 32′        | (1 – 0) Rapport |          | Santa Cruz de la Sierra, Bolivia Publik: 19 884 Domare: Enrique Cáceres (Paraguay) | Santa Cruz de la Sierra, Bolivia Publik: 19 884 Domare: Enrique Cáceres (Paraguay) |
| 19:00 UTC−04:00 | 19:00 UTC−04:00 |                   |                 |          | Santa Cruz de la Sierra, Bolivia Publik: 19 884 Domare: Enrique Cáceres (Paraguay) | Santa Cruz de la Sierra, Bolivia Publik: 19 884 Domare: Enrique Cáceres (Paraguay) |
| 19:00 UTC−04:00 | 19:00 UTC−04:00 |                   |                 |          | Santa Cruz de la Sierra, Bolivia Publik: 19 884 Domare: Enrique Cáceres (Paraguay) | Santa Cruz de la Sierra, Bolivia Publik: 19 884 Domare: Enrique Cáceres (Paraguay) |

| G6.2            | 4 februari      | Nacional               | 2 – 0           | Oriente Petrolero | Estadio Gran Parque Central                                      |                                                                  |
| 21:00 UTC−02:00 | 21:00 UTC−02:00 | Alonso 18′ De Pena 73′ | (1 – 0) Rapport |                   | Montevideo, Uruguay Publik: 23 991 Domare: Carlos Vera (Ecuador) | Montevideo, Uruguay Publik: 23 991 Domare: Carlos Vera (Ecuador) |
| 21:00 UTC−02:00 | 21:00 UTC−02:00 |                        |                 |                   | Montevideo, Uruguay Publik: 23 991 Domare: Carlos Vera (Ecuador) | Montevideo, Uruguay Publik: 23 991 Domare: Carlos Vera (Ecuador) |
| 21:00 UTC−02:00 | 21:00 UTC−02:00 |                        |                 |                   | Montevideo, Uruguay Publik: 23 991 Domare: Carlos Vera (Ecuador) | Montevideo, Uruguay Publik: 23 991 Domare: Carlos Vera (Ecuador) |